# Вертинская, Александра Ильинична
Алекса́ндра Ильи́нична Верти́нская (род. 9 апреля 1969, Москва, РСФСР, СССР) — российская художница, телеведущая, дизайнер интерьеров, декоратор. Член-корреспондент Российской академии художеств. Член Московского Союза художников.

## Биография
Александра Вертинская родилась 9 апреля 1969 года в Москве в семье архитектора Ильи Былинкина и актрисы Марианны Вертинской. Отец — профессор, преподавал в МАрхИ.
Александра пошла по стопам отца и посвятила свою жизнь изобразительному искусству.
С 1977 по 1987 год  училась в Московской средней художественной школе при МГХИ имени В. И. Сурикова. Архитектурные красоты стали излюбленным сюжетом её картин.
В 1992 году Александра Вертинская окончила МГХИ имени В. И. Сурикова (мастерская Таира Салахова).
С 1992 по 1994 год стажировалась у Юрия Купера в Национальной академии художеств в Париже.
Александра Вертинская неоднократно принимала участие в художественных выставках во многих городах России и Европы: в Праге, Гронингене, Париже, Милане, Флоренции, Санкт-Петербурге и др. В Москве, Санкт-Петербурге и Флоренции проходили её персональные выставки под названием «Венеция. Шелкография» и «Manu intrepida».
Журнал о моде «L’Officiel» называл Александру Вертинскую самой стильной москвичкой.

## Семья
- Дедушка (по матери) — Александр Николаевич Вертинский (9 (21) марта 1889 — 21 мая 1957), артист эстрады, киноактёр, композитор, поэт и певец.
- Бабушка (по матери) — Лидия Владимировна Вертинская (урождённая Циргва́ва; 14 апреля 1923 — 31 декабря 2013), актриса, художница.
- Отец — Илья Николаевич Былинкин (род. 19 июля 1932 - 2006), архитектор, преподавал  в Строгановском училище на факультете скульптуры[2].
- Мать — Марианна Александровна Вертинская (род. 28 июля 1943), актриса театра и кино, Заслуженная артистка РСФСР.
- Тётя (по матери) — Анастасия Александровна Вертинская (род. 19 декабря 1944), актриса театра и кино, Народная артистка РСФСР.
- Единоутробная сестра — Дарья Борисовна Хмельницкая (род. 31 января 1978), дизайнер.
- Двоюродный брат (по матери) — Степан Никитич Михалков (род. 24 сентября 1966), актёр, ресторатор.
- Муж — Емельян Владимирович Захаров, коллекционер в пятом поколении, медик по образованию, один из создателей студии «Web Design», соучредитель крупного российского интернет-провайдера «Cityline», владелец московской галереи современного искусства «Триумф»[4][5]. Поженились в 1997 году.
  - Дочь — Василиса Емельяновна Вертинская (род. 10 июня  1998)[2][3].
  - Дочь — Лидия Емельяновна Вертинская (род. 29 июня 2010), родилась в Венеции. Назвали девочку в честь её знаменитой прабабушки по материнской линии Лидии Владимировны Вертинской[3][5].

## Работа на телевидении
С 2004 по 2007 год Александра Вертинская вела на телеканале «СТС» программу «Снимите это немедленно!» вместе с Ташей Строгой.
Александра была приглашённым дизайнером в рамках программы «Квартирный вопрос» на телеканале «НТВ», вела проекты «Дом с мезонином» на телеканале «Домашний» и «А-ля рюс» на «Пятом канале».